# Acanthogyrus guptai
Acanthogyrus guptai är en hakmaskart som beskrevs av Gupta och Krishna K. Verma 1976. Acanthogyrus guptai ingår i släktet Acanthogyrus och familjen Quadrigyridae. Inga underarter finns listade i Catalogue of Life.